# پی‌یرلوئیجی جومبینی
پی‌یرلوئیجی جومبینی (ایتالیایی: Pierluigi Giombini؛ زادهٔ ۱۱ دسامبر ۱۹۵۶) یک موسیقی‌دان، آهنگساز، تهیه‌کننده موسیقی و ترانه‌نویس اهل ایتالیا است.
او در خانواده‌ای اهل موسیقی زاده شد. پدرش مارچلو جومبینی آهنگسازی بود که در سبک‌های موسیقی فیلم، موسیقی سکولار و موسیقی الکترونیک فعالیت داشت و پدربزرگش نوازندهٔ ابوا بود. وی از سن کودکی نواختن پیانو را آموخت و در رشته آهنگسازی در آکادمی ملی سانتا سسیلیا تحصیل نمود.
برخی ترانه‌های او نظیر من شوپن را دوست دارم و زندگی شیرین به موفقیت جهانی دست یافتند.